# Tu m'aimes !
Pour plus de détails, voir Fiche technique et Distribution.
Tu m'aimes ! (Lieb mich!) est un téléfilm allemand de Maris Pfeiffer, sorti en 2000.

## Synopsis
Katrin (Julia Richter) et Peter (Oliver Stokowski) ont un fils Nicki (Yannick Dittmann) qui est à l’école primaire. Bien que Katrin s'occupe de son fils et de son mari, elle s'ennuie. Lorsqu'elle rencontre la nouvelle institutrice de Nicki, Elena (Naomi Krauss (de)), elle est tout de suite attirée et intriguée par cette femme sensuelle et mystérieuse. Découvrant qu’Elena est lesbienne, elle prend conscience que son désir est réciproque. Rapidement une liaison passionnée naît entre les deux jeunes femmes,,.

## Fiche technique
- Titre original : Lieb mich!
- Titre français : Tu m'aimes !
- Réalisation : Maris Pfeiffer.
- Pays de production :  Allemagne.
- Langue originale : allemand.
- Genre : drame, romance saphique.
- Durée : 80 minutes (1 h 20).
- Date de sortie : 
  - Allemagne : 28 avril 2000.

## Distribution
- Julia Richter : Kathrin Wedel
- Naomi Krauss : Elena
- Oliver Stokowski : Peter Wedel
- Yannick Dittmann : Nicki
- Iris Radunz : Doris
- Andrea Roye : Sonja
- Gabriela Maria Schmeide : Susanne

## Lieux de tournage
Hambourg, Allemagne.